# Philippe Nakellentuba Ouédraogo
Philippe Nakellentuba Ouédraogo (nascut el 31 de desembre de 1945) és un cardenal de l'Església Catòlica burkinès. Actualment és l'arquebisbe d'Ouagadougou.

## Biografia
Va néixer a Konéan. Rebé la seva educació primària a l'École Publique de Kaya entre 1952 i 1959; fent els estudis secundaris al Petit Séminaire de Pabré, d'Ouagadougou entre 1959 i 1967. Després estudià al Grand Séminaire Régional de Koumi, Bobo-Diulasso, on estudià filosofia i teologia entre 1967 i 1973. Va ser ordenat prevere de la diòcesi de Kaya el 1973, fent de vicari a la catedral de Kaya. Entre 1979 i 1983 va ser enviat a Roma per completar la seva educació a la Universitat Pontifícia Suburbicana, on el 1983 obtingué un doctorat en dret canònic. En acabar els seus estudis, tornà a Kaya.
Allà, s'encarregà de la parròquia catedral de Kaya fins al 1991. Des de 1989 va ser Vicari General del bisbat de Kaya. Entre 1992 i 1995 va ser Director fundador del Petit Séminaire de Saint Cyprien de Caya, abans de tornar al ministeri pastoral a la parròquia de Notre Dame de l'Assomption de Pissila.
En paral·lel, va exercir de jutge del tribunal metropolità de segona instància d'Ouagadougoude entre 1984 i 1995 i director de les Obres Pontifícies missioneres entre 1987 i 1996

### Bisbe
El Papa Joan Pau II el nomenà bisbe d'Ouahigouya el 25 de juliol de 1996. Rebé la consagració episcopal el 23 de novembre següent de mans de Jean-Marie Compaoré, arquebisbe d'Ouagadougou.
Presideix la comissió episcopal de Missió i Obres Pontifícies Missioneres des de 1997, presidí la Conferència Episcopal Burkina Níger entre 2001 i 2007, i consultor de la Congregació per a l'Evangelització dels pobles des de l'1 de juliol de 2003.
El 13 de maig de 2009 va ser traslladat a Ouagadougou, on esdevingué l'arquebisbe metropolità.
El 12 de gener de 2014 el Papa Francesc anuncià en el transcurs de l'Àngelus la seva creació com a cardenal durant el consistori que tindria lloc el 22 de febrer següent al Vaticà, assignant-li el títol de Santa Maria Consolatrice al Tiburtino.